# 소포체

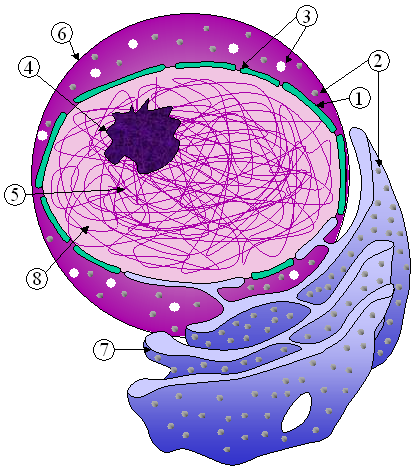
7-소포체

소포체(小胞體, 영어: endoplasmic reticulum)는 모든 진핵세포에서 발견되는 세포소기관의 하나로 소포세관(tubule), 소포(vesicle), 시스터나(cisterna)가 그물모양으로 이루어져 있다. 소포체는 단백질을 만들어서 세포곳곳에 전달한다.(원핵세포는 막으로 된 세포소기관을 가지고 있지 않기 때문에 소포체를 가지고 있지 않다.) 소포체의 기본 구조 및 구성은 비록 핵막의 연장(내막계(Endomembrane System))이지만 일반적인 세포막과 비슷하다. 소포체는 세포막의 일부가 될 단백질(막횡단 수용체나 막내부 단백질)을 비롯하여 세포 밖으로 분비될 단백질(즉 소화 효소, 칼슘흡착, 글리코겐과 스테로이드 또는 고분자물질의 합성/저장 등)의 합성, 단백질 2차 구조 형성, 수송이 이루어지는 곳이다. 근육에서의 소포체는 근소포체(sarcoplasmic reticulum)로 불린다.

## 구조

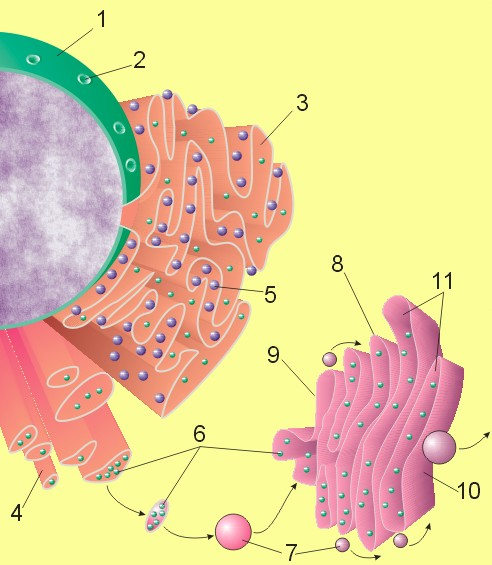
그림 1 : 세포핵, 소포체, 골지장치
1. 세포핵
2. 핵공
3. 조면소포체(rER)
4. 활면소포체(sER)
5. 조면소포체상의 리보솜
6. 운반된 단백질
7. 운반 소포
8. 골지체
9. 골지체의 형성면(Cis face)
10. 골지체의 성숙면(Trans face)
11. 골지체의 시스터나

소포체는 핵막에서 부풀어 오른 막이 관(管)과 cisterna(소포보다 큰 주머니 모양의 구조)를 이루고 세포골격(cytoskeleton)이 이들을 엮어 그물모양을 이루고 있다. 막은 세포질과 분리되는 빈 공간을 형성하여 시스터나의 내강(內腔)을 형성한다. 소포체막 일부는 핵막의 외막과 이어져 있으므로 소포체의 시스터나 내강은 핵막의 내/외층 사이의 공간과 이어져 있다.
소포체의 일부는 리보솜으로 덮여있으며,(리보솜은 핵의 지시를 따라 아미노산을 조립하여 단백질을 합성한다.) 전자현미경으로 보면 표면이 거칠게 보이므로 리보솜으로 덮인 소포체를 조면소포체라 부른다. 리보솜이 없는 부분은 반대로 매끄럽게 보이며, 활면소포체로 불린다. 조면소포체 상의 리보솜은 새로 합성한 단백질을 다음 단계인 소포체 내부로 이동시킨다. 이후 이 단백질은 골지체로 운반된다(그림 1). 조면소포체 및 활면소포체는 모양에서뿐만 아니라 기능에서도 차이를 보인다.

### 거친면 소포체
거친면 소포체(조면소포체, Rough ER)는 세포막, 세포소기관에서 사용될 단백질 및 세포 밖으로 분비될 단백질을 합성하고 운반한다. 해당 단백질에 대한 mRNA의 번역은 조면소포체에 붙은 리보솜에서 이루어진다. 단백질이 합성되고 잠시 뒤, 대부분의 단백질은 소포를 통해 골지체로 이동한다. 조면소포체는 골지체와 협력하여 단백질의 표적을 정하여 단백질이 제자리에 갈 수 있도록 한다.

### 매끈면 소포체
매끈면 소포체(활면소포체, Smooth ER)는 세포형태에 따라 다양한 물질대사 기능을 수행한다. 세포막의 인지질을 포함한 여러 지질 및 지방산, 호르몬 등의 스테로이드의 합성에 관여하며, 또한 탄수화물 대사, 세포 독성의 해독, 칼슘 저장 등에도 중요한 역할을 수행한다.
스테로이드 호르몬을 생산하는 세포, 해독을 수행하는 간 세포, 근육세포(신호전달물질로서의 칼슘이온 저장소)에서 활면소포체가 잘 발달해있다. 또한 세포 내부에서 영양 분자를 수송하는 일도 담당한다./
활면소포체는 표면적이 넓게 확장되어 있기 때문에 중요한 효소와 그 산물의 저장과 기능을 촉진시킬 수 있다.

### 근소포체
근소포체는 근육 세포 중 가로무늬근(횡문근)에 존재하며, 근수축 과정에서 칼슘 이온의 저장 및 방출에 특수화되어 사용된다. 방출 과정은 전압 개폐 칼슘 통로에 의해 이루어지며, 저장은 근소포체로 퍼내는 Ca ATPase에 의해 이루어진다. 실 모양의 근육에서, 근소포체는 근원섬유를 둘러싸고 있다.

## 기능
소포체는 단백질 가공촉진 및 시스터나라고 불리는 생성된 단백질의 저장낭의 수송을 포함한 많은 역할을 수행한다. 새로 만들어진 1차구조의 단백질의 2,3차 구조의 형성은 단백질 이황화 이성질화효소(PDI,Protein disulfide isomerase), Hsp70 족, 칼넥신, 칼레티큘린이나 peptidylpropyl isomerase family과 같은 소포체 단백질에 의해 행해진다. 올바르게 형성된 단백질만이 조면소포체에서 골지체로 운반될 수 있다.

### 단백질의 운반
분비 단백질은 소포체 막을 통과해 이동한다. 소포체로부터 세포 곳곳으로 운반되는 단백질은 이른바 단백질 표지라고 불리는 목적지 주소가 표시되어 있다. N-말단의 폴리펩타이드 사슬 중에 몇 개의 아미노산이 목적지 주소를 나타내는 역할을 하며, 목적지에 도착하면 제거된다. 소포체 밖으로 운반될 단백질은 소포에 포장되어 세포골격을 따라 이동하여 목적지로 향한다.

### 다른 기능
- 소포체 막으로의 단백질 삽입 - 내재 단백질은 합성 후 소포체 막에 삽입되어야 하기 때문에 올바른 topogenic sequence(소포체 막 내부에서의 단백질의 목적지를 나타내는 일부 단백질 순서)가 필요하다.
- 당질화(글리코실화, Glycosylation) - 올리고당을 붙이는 것을 의미한다.
- 이황화물 결합 형성 및 재정렬 - 단백질의 삼차 및 사차 구조를 안정화시킨다.
- 칼슘저장: 활면소포체는 세포간극의 칼슘이온을 저장/방출하는 장소로 주로 사용된다. 활면소포체의 칼슘저장기능은 가로무늬근(횡문근)이 계속 수축할 수 있게끔 하는데 필수적이다.